# Berlin Nordbahnhof (historyczny)
Berlin Nordbahnhof (niem. Berlin Dworzec Północny) – historyczny dworzec kolejowy w Berlinie, jeden z licznych dworców czołowych miasta, obsługujący do końca XIX wieku pociągi pasażerskie, a następnie do lat 60. XX wieku towarowe. Obecnie w miejscu dawnego dworca znajduje się Mauerpark (Park Muru).
Po 1945 r. przez teren dawnego dworca przebiegała granica między radziecką i francuską strefą okupacyjną, a od 1961 mur dzielący Berlin Wschodni i Berlin Zachodni.